# Гайлігенкройц (Австрія)
Гайлігенкройц (нім. Heiligenkreuz, «Святий Хрест») — муніципалітет і містечко в Австрії, Нижня Австрія, Баденський повіт. Виник як поселення при монастирі Святого Хреста ХІІ ст., від якого походить назва містечка. Розташований у Віденському лісі. Площа — 29,52 км²; населення — 1525 осіб (2018).

## Пам'ятки
- Монастир Святого Хреста — цистеріанське абатство ХІІ ст.